# Зафир Белев
Зафир Георгиев (Гьорчев) Белев (изписване до 1945 година: Зафиръ Георгиевъ Бѣлевъ) е български възрожденец и революционер от Македония.

## Биография
Зафир Белев е роден през 1845 година в град Охрид, тогава в Османската империя. Взима участие в българските църковни и просветни борби в Охрид - член е на Охридската българска община. В 1871 година е осъден на шест месеца затвор. Прекарва година и половина в Русия, а след завръщането си в Охрид работи като кафеджия.

През 1880-1881 година участва в Охридското съзаклятие. След подаване на петиция до руския консул в Битоля в 1880 година е арестуван и осъден доживот на заточение. По време на разпит, на въпрос дали е българин или грък, Белев отговаря:
| „ | Яс - бугарин. Во Охрид грци немат, вие знаите. | “ |

Лежи три и половина години в Битоля, след което е заточен в Пеас Куле. В 1890 година е амнистиран и се установява в София.
Автор е на мемоари на охридски говор с гръцки букви „Запис за таксиратот и мъката“, съхранявани в Българския исторически архив на Националната библиотека „Св. св. Кирил и Методий“ и издадени през 2001 година в Охрид.
Баща е на Наум Белев.